# 王蔭棠 (1872年左右)

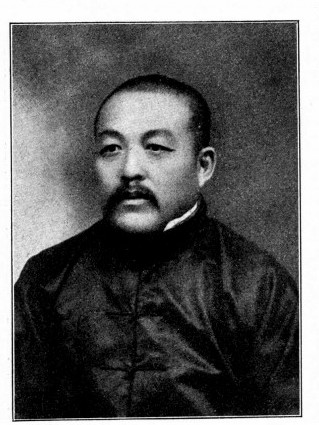
《民国之精华》中的王蔭棠照片

王蔭棠（1872年？—？）字澤南，奉天省海龍縣人，中華民國政治人物。

## 生平
王蔭棠自幼好學。及長，對新學與舊學皆有素養。王蔭棠是清朝廩生，保用直隸州知州。曾在家鄉興辦山城子小學，籌款甚多。嗣而充海龍府勸學總董，任內除舊弊，興學務。不久，王蔭棠充東平縣統計長兼收捐總董。宣統元年（1909年），舉充奉天諮議局議員，任內提議積毂備荒，並倡議修建奉海鐵路，編練堡防。
民國二年（1913年），當選為中華民國第一屆國會眾議院議員。1913年5月2日的《盛京时报》“东三省新闻”中，有《王荫棠在京遇刺之详情》称：“廿六日北京发现一种极可恐怖事，即羊肉胡同华宾旅馆之案是也。”当时，国会众议员王荫棠居住在华宾旅馆，感觉情况不对。廿六日，有人到华宾旅馆想对王荫棠不利，但王荫棠因较为机警而未受伤。警察将人犯逮捕后进行审问，得知该人犯姓宋。据王荫棠自称，此番招忌是因“众议员投票见忌于人，故有今日之结果。”
1914年國會解散後，王蔭棠回到家鄉。民國四年（1915年），袁世凱稱帝，王蔭棠在家鄉極力發表反對言論。民國五年（1916年），袁世凱死後，黎元洪繼任大總統。同年，國會重開，王蔭棠回到北京，繼續擔任國會眾議院議員。